# Bruhovîci, Kovel
Bruhovîci (în ucraineană Бруховичі) este un sat în așezarea urbană Holobî din raionul Kovel, regiunea Volînia, Ucraina.

## Demografie
Componența lingvistică a localității Bruhovîci
     Ucraineană (98,72%)
     Alte limbi (1,03%)
Conform recensământului din 2001, majoritatea populației localității Bruhovîci era vorbitoare de ucraineană (98,72%), existând în minoritate și vorbitori de alte limbi.